# John Hall Gladstone
Pour les articles homonymes, voir Gladstone.
John Hall Gladstone (7 mars 1827 - 6 octobre 1902) était un chimiste britannique. Il étudia au University College de Londres, puis à l'Université de Giessen en Allemagne. De 1874 à 1877 il fut professeur de chimie à la Royal Institution, président de la Physical Society de 1874 à 1876 et Président de la Chemical Society de 1877 à 1879. L'un de ses travaux les plus connus concernait la bromation du caoutchouc. Il reçut la Médaille Davy, en 1897, pour l'ensemble de ses travaux et en particulier ceux portant sur l'application des méthodes optiques appliquées à la chimie.